# Parque nacional Garganta Cania
Garganta Cania es un parque nacional en Queensland (Australia), ubicado a 225 km aproximadamente al oeste de Bundaberg y a 373 km al noroeste de Brisbane.

## Datos
- Área: 30 km²
- Coordenadas: 24°39′36″S 150°59′22″E / -24.66000, 150.98944
- Fecha de Creación: 1977
- Administración: Servicio para la Vida Salvaje de Queensland
- Categoría IUCN: II

Véase también:
- Zonas protegidas de Queensland